# Peperomia perciliata
Peperomia perciliata är en pepparväxtart som beskrevs av Truman George Yuncker. Peperomia perciliata ingår i släktet peperomior, och familjen pepparväxter. Inga underarter finns listade i Catalogue of Life.